# INCAE Business School

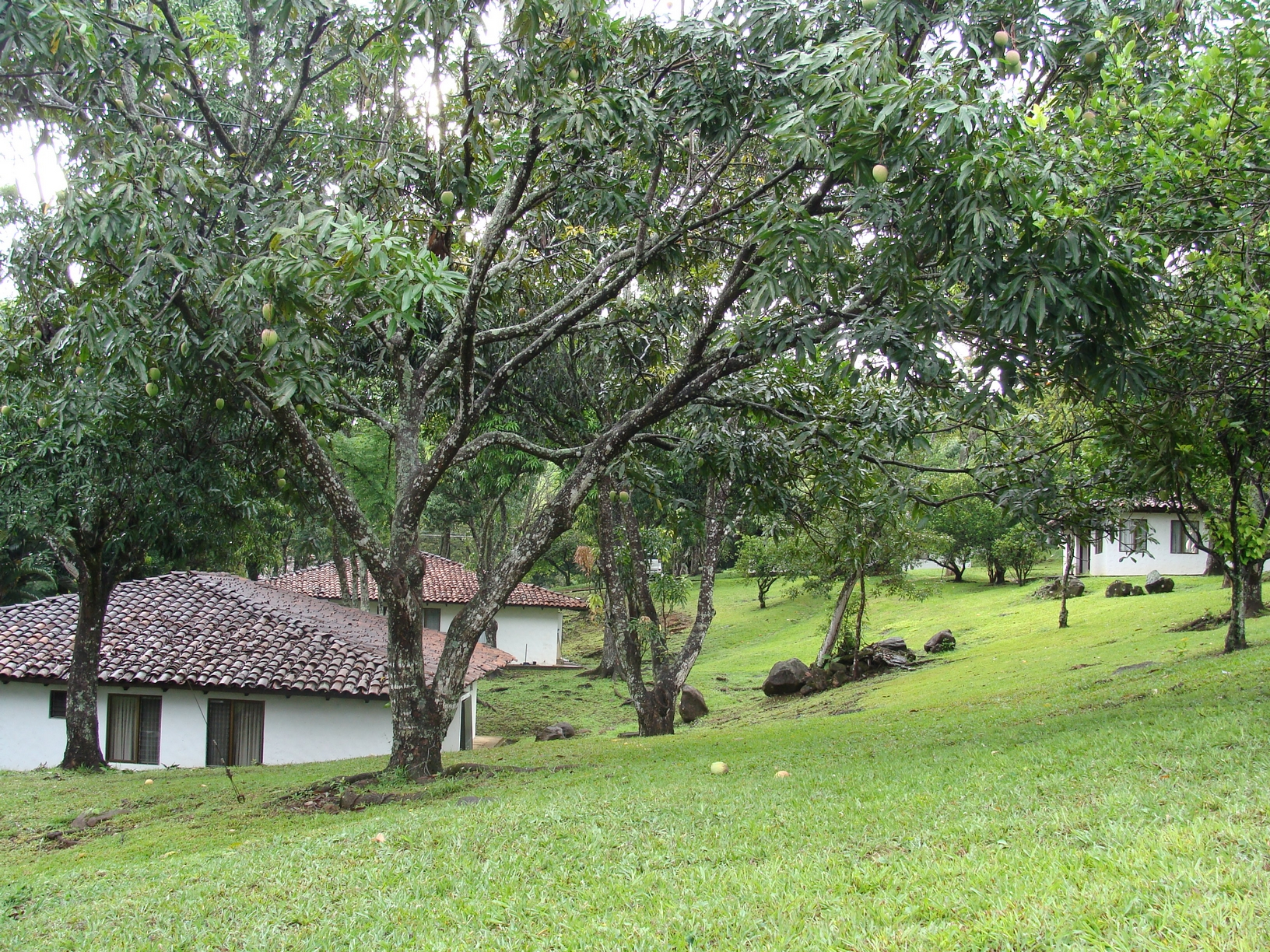
Acomodações do Campus

A INCAE Business School é uma escola de negócios na América Latina. Atualmente se encontra localizada em dois lugares: no campus Francisco de Sola na Nicarágua e no campus Walter Kissling Gam na Costa Rica. É reconhecida como uma das melhores escolas de negócios. 

## INCAE Business School
Foi fundada em 1964 com o apoio do governo dos Estados Unidos e dos países da América Central. Possui estreita relação com Harvard Business School, instituição que participou de sua fundação. O campus Francisco de Sola em Manágua, Nicarágua foi o  primeiro em se estabelecer em 1964, seguido pelo campus Walter Kissling Gam em Alajuela, Costa Rica em 1984.

## História
A Nicarágua foi escolhida  como país para abrigar o campus do INCAE, e no dia  20 de junho de 1969, o primeiro campus do INCAE foi inaugurado em Montefresco, Nicarágua. O lugar de setenta hectares, foi comprado com fundos obtidos mediante doações do setor privado e dos diferentes governos da América Central, em uma campanha encabeçada pelo Comitê Nacional do INCAE na Nicarágua. Montefresco foi escolhido entre as outras opções na Nicarágua, devido a sua bonita paisagem e a um clima relativamente fresco. Também estava relativamente próximo de Manágua, a capital da Nicarágua. A infra-estrutura do campus foi construída com um empréstimo outorgado pelo Banco Centroamericano de Integração Econômica (BCIE), com financiamento de USAID. Os primeiros quinze grupos de MBA do INCAE se formaram na Nicarágua.
Em 1983, o INCAE decidiu mudar seu programa MBA para Costa Rica e instalou seu segundo campus no que antes era o Racquet Club Alajuela na Garita de Alajuela, a uns 35 km a oeste de San José. A decisão de mudar o Programa MBA foi difícil, mas devido a que as condições na Nicarágua nos anos 80 se tornavam cada vez mais difíceis, sobretudo devido ao racionamento de bens e a inflação da moeda, os participantes de outros países ficavam cada vez mais reticentes a se mudarem para Nicarágua para estudar. Devido a isto, a medida foi inevitável.
Antes de se estabelecer na Costa Rica, outros lugares no Panamá, Guatemala e Honduras foram avaliados. Costa Rica foi escolhida devido a sua história de governos estáveis e a infra-estrutura que já  havia sido construída para o clube. Em 1983, o 16º grupo da INCAE, depois de completar seu primeiro ano na Nicarágua, terminou seu segundo ano no campus de Alajuela, Costa Rica. Depois de 1983, o campus localizado em Montefresco se utilizou para impartir seminários e  o Programa de Administração Funcional (PAF). Em 1996, o INCAE reinstalou o programa de MBA a tempo integral na Nicarágua, sob a modalidade de MBA Intensivo. Em 2000, a INCAE nomeou o campus da Nicarágua como sede permanente de seu programa de MBA Executivo.

## Acreditações e associações
INCAE Business School está acreditado por SACS (Southern Association of Colleges and Schools) nos Estados Unidos para outorgar o título de Master. Também está acreditado por EQUIS (European Quality Improvement System) e pela AACSB (Asociação de Advance Collegiate Schools of Business).
INCAE é somente uma de oito escolas de negócios fora da América do Norte, acreditadas por AACSB. Em 1994, foi a primeira escola de negócios em ser acreditada por SACS fora da América do Norte.
INCAE está afiliado a associações de escolas de negócios, tais como: AACSB International (Association to Advance Collegiate Schools of Business), NASPAA (National Association of Schools of Public Affairs and Administration), e a Business Association of Latin American Studies (BALAS). INCAE também é membro do Conselho Latino-americano de Escolas de Administração (CLADEA).

## Reconhecimento
No ranking realizado pela revista AméricaEconomia, INCAE figurou como a escola de negócios número um na América Latina entre os anos 2003 a 2006 e a número dois para os anos 2007 e 2008. Em 2009, INCAE foi considerada a melhor escola de negócios de América Latina. 
INCAE obteve a classificação número 10, entre as escolas de negócios internacionais segundo The Wall Street Journal em 2005. Em 2004 e 2006, INCAE se situou entre os 100 melhores programas MBA no ranking de Financial Times e entre os 50 melhores programas de educação executiva no mundo em 2009. Em 2008, o INCAE foi escolhido por Eduniversal como a terceira escola de Negócios mais influentes em América Latina. Eduniversal qualificou o INCAE como "Escola de Negócio Universal com influência internacional importante" com 5 palmeiras (a qualificação máxima).

## Faculdade
Em 2009, o INCAE contava com quarenta e dois membros em seu corpo docente, que davam aulas para o Programa de MBA e os programas de educação executiva.  92% dos professores tem o grau de doutorado.  A relação estudantes professores do INCAE é de 6:1, o que garante apoio personalizado por parte dos professores.  INCAE também requer que seus membros da faculdade tenham contato direto com o setor empresarial. Os professores também realizam investigações que são publicadas em revistas científicas.

## Estudantes e professores reconhecidos
Muitos personagens da política e da economia da região da América Latina têm ligações com INCAE. Por exemplo, María Elena Carballo Ministra de Cultura da Costa Rica (2006-2010), Alberto Trejos Ministro de Economia da Costa Rica (2002-2006), Francisco de Paula Gutiérrez como Presidente do Banco Central da Costa Rica, e Noel Ramírez presidente do Banco Central da Nicarágua, entre outros.